# 熊本県道283号下浦馬場線
熊本県道283号下浦馬場線（くまもとけんどう283ごう しもうらばばせん）は、熊本県天草市を通る一般県道である。

## 概要
国道266号の南側を大きく迂回する。

### 路線データ
- 起点：熊本県天草市下浦町（国道266号交点）
- 終点：熊本県天草市栖本町馬場（国道266号交点）

## 地理

### 通過する自治体
- 天草市

### 交差する道路
| 交差する道路 | 交差する場所 | 交差する場所 |
| ------------ | ------------ | ------------ |
| 国道266号    | 下浦町       | 起点         |
| 国道266号    | 栖本町馬場   | 終点         |

### 沿線
- 戸の崎